# Wyższa Szkoła Straży Granicznej
Wyższa Szkoła Straży Granicznej – uczelnia służb państwowych z siedzibą w Koszalinie i jeden z trzech ośrodków szkolenia Straży Granicznej kształcąca wyłącznie funkcjonariuszy Straży Granicznej. Powstała 1 października 2023 i zastąpiła Centralny Ośrodek Szkolenia Straży Granicznej w Koszalinie. Zgodnie z ustawą o Straży Granicznej jest jednostką organizacyjną Straży Granicznej.

## Władze uczelni
Stan z 19 grudnia 2023:
- Rektor – Komendant: gen. bryg. SG dr Piotr Boćko
- Prorektor do spraw kształcenia – Zastępca Komendanta: płk SG Krzysztof Muzyczuk
- Prorektor do spraw rozwoju: ppłk SG Arletta Skorek
- p.o. Kanclerz: płk SG Maciej Pawłowski
- Kwestor: płk SG Ryszard Szpura

## Kierunki studiów
Uczelnia kształci na trzyletnim kierunku Bezpieczeństwo granicy państwowej (studia licencjackie I stopnia) w jednej z trzech specjalizacji, które odpowiadają głównym trzem pionom formacji SG:
- cudzoziemski
- operacyjno-śledczy
- graniczny.

Absolwenci kierunku uzyskają stopień młodszego chorążego Straży Granicznej.

## Struktura organizacyjna
Stan z 10 marca 2024:
- Referat Kontroli
- Referat do spraw prawnych
- Zespół Stanowisk Samodzielnych
- Zespół do spraw Jakości Kształcenia
- Zakład Działań Specjalnych
- Zakład Kompetencji Kierowniczych i Logistycznych
- Zakład Graniczny
- Zakład Operacyjno-Rozpoznawczy
- Dział Dowodzenia
- Dział Finansów
- Dział Kadr
- Dział Łączności i Informatyki
- Dział Ochrony Informacji
- Dział Techniki i Zaopatrzenia.